# Leefdaalbos

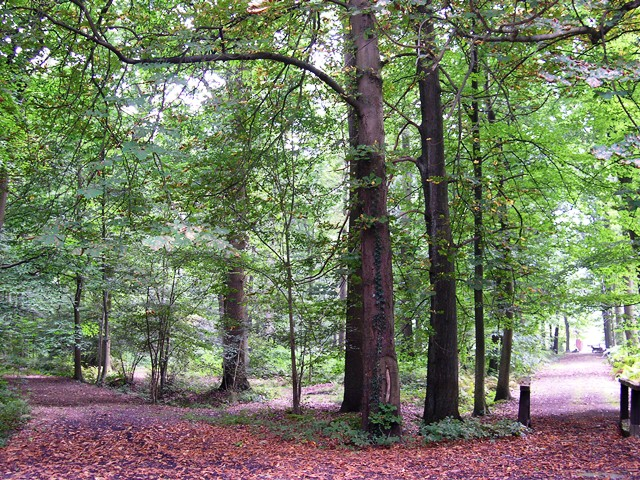
Centrum van het sterrenbos

Het Leefdaalbos is een bos dat zich bevindt ten noorden van de tot de Vlaams-Brabantse gemeente Meise behorende plaats Imde, gelegen aan Autoweg 3.

## Geschiedenis
In 1837 werd aan de zuidrand van het -op natte leemgrond groeiende- Leefdaalbos een boswachtershuisje annex herberg opgetrokken. Omstreeks 1863 liet de Brusselse rentenier Jean-Baptiste Triest in het bos een aantal dreven aanleggen zodat een sterrenbos ontstond. Het boswachtershuisje werd gesloopt en een landhuis werd gebouwd terwijl bij dit huis ook een lusttuin van bijna 2 ha werd aangelegd.
Omstreeks 1903 werd ook een serre en een koetshuisje gebouwd. In 1910 werd het goed verkocht aan Raoul de baron Hennin de Boussu-Walcourt die militair was.
In 1914 werd het landhuis door de Duitse bezetter in brand gestoken en in 1922 liet de baron een nieuwe villa bouwen in cottagestijl. Na het overlijden van de baron en zijn weduwe werd het huis in 1980 in gebruik genomen door de Zusters der Christelijke Scholen van Vorselaar. Zij stichtten er een retraitehuis.
Vervolgens kwam er in het landhuis een evenementenlocatie onder de naam: Domein ten Bossche.